# Skimie
Skimie (Skimmia) je rod rostlin patřící do čeledi routovité (Rutaceae).

## Použití
Některé druhy tohoto rodu - skimie japonská (Skimmia japonica), skimie Foremanova (Skimmia × foremanii), skimie plazivá (Skimmia repens) lze použít v ČR jako okrasné rostliny. Nejlépe se vyjímají jako podrost, nebo i soliterně ve skalkách.